# Bobi Božinovski
Bobi Bozinovski (24 de fevereiro de 1981) é um futebolista macedônio que atua como meio-campista.
Atualmente joga na liga de futebol da Macedônia pelo time FK Rabotnički.
Teve passagens em menores times da Macedônia e da Lituânia.